# Trochosa aquatica
Trochosa aquatica este o specie de păianjeni din genul Trochosa, familia Lycosidae, descrisă de Tanaka, 1985. Conform Catalogue of Life specia Trochosa aquatica nu are subspecii cunoscute.